# Marchesato di Groppoli
Il Marchesato di Groppoli era un feudo imperiale rimasto per tutto il Medioevo sotto la signoria dei marchesi Malaspina del ramo detto di Mulazzo. Occupava una porzione della Lunigiana tra l'Appennino Ligure e quello Toscano, oggi in provincia di Massa Carrara.
Per la sua posizione strategica, militare e commerciale, il Marchesato servì da cerniera tra Liguria, Lombardia e Toscana. In quanto tale, la Repubblica di Genova e la famiglia Medici fecero concorrenza per estendere il loro dominio sulla regione.
Nel periodo medievale Groppoli formò una parte delle terre possedute dalla famiglia Malaspina. La contea imperiale di Groppoli fu acquistata dal conte Landi di Piacenza, come eredità di sua moglie Briseide, figlia di Azzone Malaspina, e nel 1549 Landi la vendette a Cosimo I de' Medici. Dopo una disputa di cinque anni nel Consiglio aulico dell'impero, tornò nelle mani di Giovan Cristoforo Malaspina.
Nel 1576 divenne di nuovo autonomo in seguito alla divisione tra i fratelli Antonio Maria, Ottaviano, Giovanni Gaspar e Cesare, figli di Giovan Cristoforo Malaspina. Ma il feudo non rimase a lungo nelle mani di Antonio Maria, che nel marzo 1577 lo vendette per 21 000 scudi a Francesco I de' Medici, che ricevette l'investitura imperiale l'anno successivo.
Nel 1592 Ferdinando I de' Medici lo assegnò al nobile genovese Giulio Sale in compenso dei servigi ricevuti e un pagamento di 30 000 scudi in oro. Questi se ne occupò solo marginalmente, impegnato com'era nei suoi affari e, alla sua morte (1607), non avendo che una sola figlia femmina, lasciò il feudo al nipotino Anton Giulio – figlio appunto di Geronima Sale e di Giovanni Francesco Brignole Sale, poi doge di Genova –, investitura confermata dai Medici nel 1622, alla sua maggior età.
Il marchesato restò nelle mani dei Brignole Sale anche quando la Toscana – estinta la casata medicea nel 1737 – passò sotto gli Asburgo-Lorena di Toscana e fino alla completa estinzione del feudalesimo.
Anton Giulio fece costruire un palazzo, dato che l'antico castello era ormai superato dai tempi e divenuto troppo angusto, per sé e per i suoi genitori, che amavano quella contrada. Quando rimase vedovo della moglie Paola e abbracciò la Compagnia di Gesù, il suo primogenito Rodolfo gli subentrò, ma, non avendo eredi, questi lasciò il marchesato al fratello Giovanni Francesco, il quale ottenne conferma dell'investitura da Cosimo III nel 1683.
Il figlio di quest'ultimo, Anton Giulio, ambasciatore della Serenissima Repubblica di Genova a Versailles, non si curò troppo di Groppoli, cosa che fece invece suo figlio Giovanni Francesco, in seguito doge di Genova, che si occupò del feudo in prima persona e si rifiutò di riconoscere la legge emanata nel 1749 dal governo toscano che limitava gli antichi poteri feudali.
Alla sua morte (1760) il marchesato passò prima al fratello Giuseppe e successivamente a Rodolfo Emilio Brignole Sale, il fratello più giovane, poi anch'egli eletto doge.
Nel 1773 i contadini di Groppoli, scontenti della politica fiscale dei Brignole Sale, si rivoltarono e assediarono l'antico castello del XV secolo, l'unico assedio di tutta la sua storia.
Nel 1774 il feudo poté effettivamente venir riunito al Granducato di Toscana, per essere infine soppresso nel 1797 insieme a tutti i feudi imperiali con l'avvento di Napoleone.
Ai Brignole Sale restarono quindi il titolo nobiliare e le proprietà fondiarie, senza più alcun potere.

## Marchesi di Groppoli (1592)
- Giulio Sale, I marchese di Groppoli (???-1607)

Giulio aveva una figlia ed ereditiera di nome Geronima che sposò il suo primo cugino Gio Francesco Brignole, Doge di Genova. Dopo la morte di Giulio Sale nel 1607, il Granduca di Toscana fece una seconda investitura del marchesato il 27 giugno 1610. Secondo il testamento di Giulio Sale, il resto era limitato alla linea maschile:
- Anton Giulio I Brignole Sale, II marchese di Groppoli (1605-1662)
- Ridolfo I Brignole Sale, III marchese di Groppoli (1631-1683)
- Gio Francesco I Brignole Sale, IV marchese di Groppoli (1643-1694)
- Anton Giulio II Brignole Sale, V marchese di Groppoli (1673-1710)
- Gio Francesco II Brignole Sale, VI marchese di Groppoli (1695-1760)
- Giuseppe Brignole Sale, VII marchese di Groppoli (1703-1769)
- Rodolfo II Brignole Sale, VIII marchese di Groppoli (1708-1774)

Nel 1774 il Marchesato fu annessa al Granducato di Toscana e gli eredi rimasero con il solo titolo:
- Anton Giulio III Brignole Sale, IX marchese di Groppoli (1764-1802)
- Ridolfo III Brignole Sale, X marchese di Groppoli (1784-1832)
- Antonio Brignole Sale, XI marchese di Groppoli (1786-1863)

Sotto la seconda investitura del 27 giugno 1610 (che limitava il titolo alla linea maschile), il marchesato morì alla sua morte. Tuttavia, sotto l'investitura iniziale del 1592, il titolo poteva passare attraverso la linea femminile (il II marchese era riuscito in questo modo). Quando l'XI marchese morì nel 1863, la legge italiana avrebbe richiesto che la successione sotto la figlia Maria fosse confermata dal nuovo re d'Italia. Poiché Maria non ha fatto questa richiesta, il titolo è diventato dormiente:
- Maria Brignole Sale, duchessa di Galliera, XII marchesa di Groppoli (1811-1888), non ha mai usato il titolo

Maria sposò Raffaele De Ferrari, Duca di Galliera. Alla sua morte la successione al titolo non è chiara in quanto il suo unico figlio superstite, il famoso collezionista di francobolli Filippo De Ferrari, rinunciò ai propri titoli. Probabilmente alla morte della duchessa di Galliera nel 1888, il titolo, dormiente, passò a John Dalberg-Acton, I barone Acton, erede della linea della famiglia Brignole Sale in quanto nipote di Maria Pellegrina Brignole-Sale, sorella dell'undicesimo marchese e moglie di Emmerich von Dalberg, duca di Dalberg:
- John Dalberg-Acton, I barone Acton, XIII marchese di Groppoli (1834-1902)
- Richard Lyon-Dalberg-Acton, II barone Acton, XIV marchese di Groppoli (1870-1924)
- John Lyon-Dalberg-Acton, III barone Acton, XV marchese di Groppoli (1907-1989)

Nel 1946, il regno d'Italia è sostituito da una repubblica. Secondo la Costituzione italiana adottata nel 1948, i titoli di nobiltà non sono legalmente riconosciuti. Titolo di cortesia:
- Richard Lyon-Dalberg-Acton, IV barone Acton, XVI marchese di Groppoli (1941-2010)
- John Lyon-Dalberg-Acton, V barone Acton, XVII marchese di Groppoli (nato nel 1966)